# Грачівка
Грачі́вка — село в Україні, у Вільхуватській сільській громаді Куп'янського району Харківської області. Населення становить 140 осіб. До 2020 орган місцевого самоврядування — Чорненська сільська рада.

## Географія
Село Грачівка знаходиться біля витоків річки Плотва та балки Зібарівка, примикає до сіл Лобанівка і Купине, за 2 км — колишнє село Гусівка.

## Історія
- 1699 — дата заснування.
- 12 червня 2020 року, відповідно до розпорядження Кабінету Міністрів України  № 725-р «Про визначення адміністративних центрів та затвердження територій територіальних громад Харківської області», увійшло до складу Вільхуватської сільської громади.[1]
- 19 липня 2020 року, в результаті адміністративно - територіальної реформи та ліквідації Великобурлуцького району, село увійшло до складу Куп'янського району Харківської області[2].

## Економіка
- В селі є молочно-товарна ферма.

## Об'єкти соціальної сфери
- Школа I—II ст.